# Dendral
Dendral é um sistema especialista e um projeto pioneiro em inteligência artificial, que começou a ser desenvolvido em 1965, na Universidade de Stanford. O objetivo do projeto é desenvolver soluções capazes de encontrar as estruturas moleculares orgânicas a partir da espectrometria de massa das ligações químicas presentes em uma molécula desconhecida. 
O programa Dendral é considerado o primeiro sistema especialista, por causa do seu modo automático de tomar decisões e resolver problemas relativos a química orgânica. Ele é dividido em dois subprogramas, o Heuristic Dendral e o Meta-Dendral e foi inteiramente escrito em Lisp. 

## Funcionamento
O Dendral é usado para encontrar estruturas de moléculas orgânicas. Como estas são normalmente muito grandes, o número de estruturas possíveis para as moléculas tende a ser enorme. O Dendral trata o problema deste grande espaço de busca aplicando o conhecimento heurístico de especialista em química, para encontrar a estrutura correta. 
Para isso ele então utiliza as seguintes ferramentas:

### Meta-Dendral
O Meta-Dendral é um dos primeiros exemplos, e ainda um dos melhores, de uso de conhecimento em aprendizagem indutiva. Ele adquire as regras que serão usadas pelo programa Dendral. 
Um espectrômetro de massa bombardeia moléculas com elétrons, fazendo com que algumas ligações químicas se quebrem. Os químicos medem o peso dos fragmentos resultantes e interpretam estes resultados para ganhar uma compreensão da estrutura do composto. Dentral emprega sua base de conhecimento, na forma de regras para interpretar dados de espectrografia de massa. A premissa de uma regra Dendral é um grafo de uma porção de uma estrutura molecular. A conclusão da regra é este grafo com a localização da clivagem indicada.
Meta-Dendral infere essas regras a partir de resultados de espectrografia em moléculas de estruturas conhecida. Ele recebe a estrutura de um composto conhecido, junto com a massa e a abundância relativa dos fragmentos produzidos pela espectrografia. Ele as interpreta, gerando um relatório onde as fragmentações ocorrem. Estas explicações das fragmentações em moléculas específicas são usadas como exemplos para a construção de regras gerais.
Para determinar a posição de uma clivagem numa rodada de treinamento, o programa Dendral utiliza a teoria de ordem um meio da química orgânica. Essa teoria, embora não seja suficiente poderosa para possibilitar a construção direta de regras Dendral, possibilita a interpretação de clivagens dentro de moléculas conhecidas. A teoria de ordem um meio consiste de regras de restrições e heurísticas, tais como:
```
Ligações duplas e triplas não se quebram.

Apenas fragmentos maiores que dois átomos de carbono aparecem nos dados.
```

Usando a teoria de ordem um meio, meta-Dendral constrói explicações sobre a clivagem. Estas explicações indicam os locais prováveis de clivagem junto com possíveis migrações de átomos através da quebra. Estas explicações se tornam o conjunto de exemplos positivos para um programa de indução de regras. Este componente induz as restrições nas premissas de regras Dendral, através de uma busca do geral para o específico. 
Meta-Dendral aprende apenas a partir de exemplos positivos e realiza uma busca do tipo subida de encosta no espaço de conceitos. Isto evita a generalização excessiva, limitando as regras candidatas a cobrirem apenas cerca da metade dos exemplos de treinamento. Os componentes subsequentes do programa avaliam e refinam estas regras, procurando regras redundantes ou modificando regras que possam ser excessivamente genéricas ou excessivamente específicas.
A forma do Meta-Dendral está no seu uso de conhecimento de domínio para transformar os dados brutos numa forma mais utilizável. Isso confere ao programa uma resistência a ruído, devido ao uso da sua teoria para eliminar dados estranhos ou potencialmente errados e pela habilidade de aprender a partir de relativamente poucos exemplos de treinamento. A visão de que os dados de treinamento devem ser assim interpretados para serem totalmente utilizáveis é a base da aprendizagem baseada em explicações.

### Heuristic Dendral
O Heuristic Dendral é um programa que usa os dados da espectrometria de massa ou outro tipo experimental de dados, junto com a base de conhecimentos químicos, para produzir um números de possíveis estruturas que pode ser possíveis formar com os dados de entrada. O peso de uma molécula é formado pela soma dos átomos que a constitui. Por exemplo, a água (H2O) tem massa molecular de 18u, pois a massa do hidrogênio é de 1u e do oxigênio é de 16u, então o espectro irá indicar 18 unidades.
O Heuristic Dendral irá usar esse dado introduzido e através da base de conhecimento de número de massa atômica e regras de valência, para determinar as possíveis combinações de estruturas atômicas que podem ter massa igual a 18. Porém, com o aumento da massa e com moléculas mais complexas, o número de possibilidades podem aumentar drasticamente. Então, o programa irá reduzir o número de possíveis candidatos a solução através das hipóteses introduzidas.

## Legado
O sistema Dendral, desde 1968 até o presente, foi utilizado em diversas pesquisas sobre química orgânica. Alguns resultados de análises realizadas pelo sistema foram considerados melhores que dos obtidos por especialistas humanos. O método utilizado, se mostrou tão efetivo, obtendo rotineiramente a estrutura correta entre as milhões de possibilidades, após apenas algumas tentativas. Essa abordagem foi tão bem-sucedida que, hoje em dia, são usadas programas descendentes daquele sistema em laboratórios químicos e farmacêuticos espalhados por todo o mundo.
Alguns dos sistema derivado do Dendral são: MYCIN, MOLGEN, MACSYMA, PROSPECTOR, XCON, e STEAMER.